# Episodi di NYPD - New York Police Department (undicesima stagione)
L'undicesima stagione della serie televisiva NYPD - New York Police Department è stata trasmessa in prima visione negli Stati Uniti d'America da ABC dal 23 settembre 2003 all'11 maggio 2004.
In Italia è stata trasmessa in prima visione da Rete 4 dal 6 giugno al 15 agosto 2009.
| nº | Titolo originale             | Titolo italiano             | Prima TV USA      | Prima TV Italia |
| -- | ---------------------------- | --------------------------- | ----------------- | --------------- |
| 1  | Frickin Fraker               | Sotto processo              | 23 settembre 2003 | 6 giugno 2009   |
| 2  | Your Bus, Ted                | Simulazione di reato        | 30 settembre 2003 | 13 giugno 2009  |
| 3  | Shear Stupidity              | Ombre sul 15º distretto     | 7 ottobre 2003    | 17 giugno 2009  |
| 4  | Porn Free                    | Il segreto di Eve           | 14 ottobre 2003   | 20 giugno 2009  |
| 5  | Keeping Abreast              | Il ritorno di Diane Russell | 21 ottobre 2003   | 24 giugno 2009  |
| 6  | Andy Appleseed               | Appuntamento al bar         | 28 ottobre 2003   | 27 giugno 2009  |
| 7  | It's to Die For              | Confidenze                  | 4 novembre 2003   | 1º luglio 2009  |
| 8  | And the Wenner Is....        | La caccia continua          | 18 novembre 2003  | 4 luglio 2009   |
| 9  | Only Schmucks Pay Income Tax | Un libro originale          | 25 novembre 2003  | 4 luglio 2009   |
| 10 | You Da Bomb                  | Il ricatto                  | 10 febbraio 2004  | 8 luglio 2009   |
| 11 | Passing the Stone            | Per soldi, per amore        | 17 febbraio 2004  | 11 luglio 2009  |
| 12 | Chatty Chatty Bang Bang      | Il pirata della strada      | 2 marzo 2004      | 11 luglio 2009  |
| 13 | Take My Wife, Please         | Festa d'addio               | 9 marzo 2004      | 15 luglio 2009  |
| 14 | Colonel Knowledge            | Due casi difficili          | 16 marzo 2004     | 18 luglio 2009  |
| 15 | Old Yeller                   | Lo psicopatico              | 23 marzo 2004     | 18 luglio 2009  |
| 16 | On the Fence                 | Stanza d'albergo            | 30 marzo 2004     | 25 luglio 2009  |
| 17 | In Goddess We Trussed        | Testimonianza indiretta     | 6 aprile 2004     | 1º agosto 2009  |
| 18 | The Brothers Grim            | I fratelli Grim             | 13 aprile 2004    | 1º agosto 2009  |
| 19 | Peeler? I Hardly Know Her    | Un terribile errore         | 20 aprile 2004    | 8 agosto 2009   |
| 20 | Traylor Trash                | Perseverare è diabolico     | 27 aprile 2004    | 8 agosto 2009   |
| 21 | What's Your Poison           | Fantasmi del passato        | 4 maggio 2004     | 15 agosto 2009  |
| 22 | Who's Your Daddy?            | Coraggio Clark              | 11 maggio 2004    | 15 agosto 2009  |